# Balian von Beirut
Balian von Ibelin (* 1209/10; † 4. September 1247 in Askalon) war Herr von Beirut und Angehöriger der Adelsfamilie Ibelin.

## Werdegang
Er war der Sohn von Johann von Ibelin, Herr von Beirut, und dessen zweiter Frau Melisende von Arsur.
Während des Kreuzzugs Friedrichs II. 1228/29 waren er und sein Bruder Johann als Geiseln im Gefolge Kaiser Friedrichs II., womit dieser die Opposition von Balians Vater kurzfristig einschränkte. Nach der Rückreise Friedrichs nach Europa 1229 beteiligte sich Balian an der Seite seines Vaters im Lombardenkrieg an der gewaltsamen Vertreibung der kaiserlichen Statthalter aus Zypern. Er nahm an der Schlacht von Nikosia 1229 teil, hielt 1231/32 als Kommandeur von der Zitadelle von Beirut einer Belagerung durch Richard Filangieri stand und beteiligte sich an der Schlacht bei Agridi 1232.
1236 beerbte er seinen Vater mit der Herrschaft Beirut, während sein Bruder Johann die Herrschaft seiner Mutter in Arsuf erhielt. Ebenso übernahm er von seinem Vater die Führung der lokalen Adligen im Bürgerkrieg gegen die Statthalter Kaiser Friedrichs II.
1239 bis 1240 nahm er am Kreuzzug Theobalds von Champagne teil, bevor er 1242 mit der Belagerung von Tyrus den Bürgerkrieg gegen den Kaiser wieder aufnahm.
König Heinrich I. von Zypern setzte ihn als Konstabler von Zypern, sowie als Bailli ein.

## Ehe und Nachkommen
1229 heiratete er seine Cousine Eschiva von Montfaucon, Witwe des Gerhard von Montaigu, Tochter des Walter von Montbéliard. Wegen des engen Verwandtschaftsgrades wurde er zeitweise mit dem Kirchenbann belegt. Mit ihr hatte er folgende Kinder:
- Balian († jung)
- Johann II. (* 1230; † 1264) Herr von Beirut ⚭ Alice von Athen († nach 1277), Tochter des Guido I. von La Roche, Herzog von Athen
- Hugo (* 1231; † 1254) ⚭ 1251 Maria von Montbéliard, Tochter des Odo von Montbéliard
- Isabella († 1271) ⚭ 1250 Heinrich I. Embriaco, Herr von Gibelet